# Erling Nielsen
Erling Nielsen (ur. 2 stycznia 1935 w Odense  – zm. 15 września 1996) – piłkarz duński grający podczas kariery na pozycji pomocnika.

## Kariera klubowa
Całą karierę piłkarską Erling Nielsen spędził w klubie Boldklubben 1909. Z Odense zdobył mistrzostwo Danii w 1959 i 1964 oraz Puchar Danii w 1962.
| Sezon   | Klub             | Kraj  | Rozgrywki   | Mecze | Bramki |
| ------- | ---------------- | ----- | ----------- | ----- | ------ |
| 1953/54 | Boldklubben 1909 | Dania | 1. division | 6     | 2      |
| 1954/55 | Boldklubben 1909 | Dania | 1. division | 0     | 0      |
| 1955/56 | Boldklubben 1909 | Dania | 1. division | 1     | 0      |
| 1956/57 | Boldklubben 1909 | Dania | 1. division | 25    | 3      |
| 1958    | Boldklubben 1909 | Dania | 1. division | 22    | 4      |
| 1959    | Boldklubben 1909 | Dania | 1. division | 20    | 1      |
| 1960    | Boldklubben 1909 | Dania | 1. division | 22    | 4      |
| 1961    | Boldklubben 1909 | Dania | 1. division | 2     | 0      |
| 1962    | Boldklubben 1909 | Dania | 1. division | 11    | 0      |
| 1963    | Boldklubben 1909 | Dania | 1. division | 18    | 2      |
| 1964    | Boldklubben 1909 | Dania | 1. division | 18    | 0      |
| 1965    | Boldklubben 1909 | Dania | 1. division | 3     | 0      |

## Kariera reprezentacyjna
W reprezentacji Danii Nielsen zadebiutował 14 września 1958 w wygranym 4-1 meczu Mistrzostw Nordyckich ze Finlandią.  W 1964 wystąpił w Pucharze Narodów Europy. Dania zajęła ostatnie, czwarte miejsce a Danielsen wystąpił w obu jej meczach z ZSRR i Węgrami, który był jego ostatnim meczem w reprezentacji. Od 1958 do 1964 roku rozegrał w kadrze narodowej 3 mecze.
| Mecze i gole w reprezentacji | Mecze i gole w reprezentacji | Mecze i gole w reprezentacji | Mecze i gole w reprezentacji | Mecze i gole w reprezentacji | Mecze i gole w reprezentacji | Mecze i gole w reprezentacji |
| #                            | Data                         | Miasto                       | Przeciwnik                   | Gol                          | Wynik                        | Rozgrywki                    |
| ---------------------------- | ---------------------------- | ---------------------------- | ---------------------------- | ---------------------------- | ---------------------------- | ---------------------------- |
| 1.                           | 14.09.1958                   | Helsinki                     | Finlandia                    |                              | 4:1                          | Mistrzostwa Nordyckie        |
| 2.                           | 17.06.1964                   | Barcelona                    | ZSRR                         |                              | 0:3                          | Euro 64                      |
| 3.                           | 20.06.1964                   | Barcelona                    | Węgry                        |                              | 1:3                          | Euro 64                      |